# No decision
No decision – rodzaj walki bokserskiej, kontraktowanej na określoną liczbę rund, w której nie wyłania się zwycięzcy, o ile walka nie zakończy się przed czasem z powodu nokautu. Formuła ta była bardzo popularna w początkach boksu nowożytnego, obecnie praktycznie niespotykana.